# Jack Elam
William Scott "Jack" Elam (13 de noviembre de 1920 - 20 de octubre de 2003) fue un actor estadounidense conocido por sus numerosos papeles de villano en películas del género western y, en sus últimos años de carrera, por su trabajo en comedias (en ocasiones mofándose de su imagen de malvado).

## Primeros años
Nacido en Miami (Arizona), sus padres eran Millard Elam y Alice Amelia Kerby. Kerby falleció en 1924, cuando Jack tenía cuatro años de edad. En 1930 Elam vivía con su padre, su hermana mayor, Mildred, y con su madrastra, Flossie (Varney).
Elam se dedicó a la cosecha del algodón en su juventud, y perdió la vista en su ojo izquierdo al clavársele en el mismo accidentalmente, un lápiz, durante una reunión de los Boy Scouts de América. Tuvo que colocarse una prótesis de vidrio lo que le dio una apariencia bizca.
Estudió en la Miami High School, en el Condado de Gila, y en la Phoenix Union High School, ésta en el Condado de Maricopa, graduándose en la última a finales de los años treinta.
Después estudió en el Santa Monica College, en California, y posteriormente trabajó como contable en Hollywood, siendo uno de sus clientes el productor cinematográfico Samuel Goldwyn. Además, llegó a dirigir el Hotel Bel Air de Los Ángeles.

## Carrera interpretativa

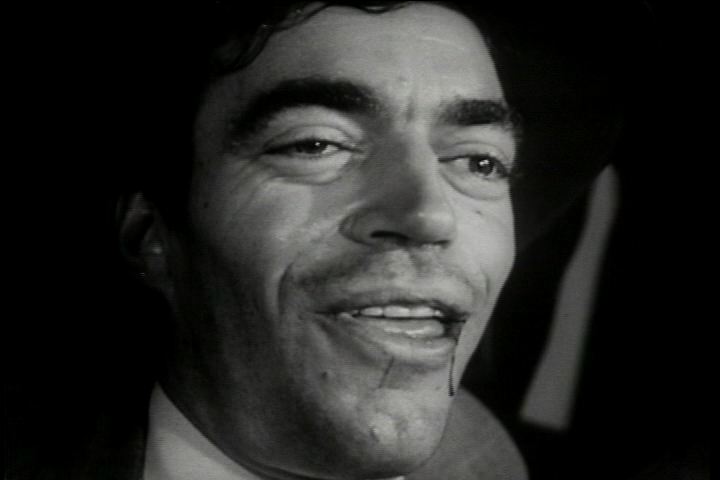
El rostro característico de Jack Elam le permitió interpretar recurrentemente a psicóticos y malvados en el cine.

Jack Elam debutó en el cine en 1949 con el film She Shoulda Said No!, una película exploitation sobre una corista fumadora de marihuana. Su trabajo se llevó a cabo principalmente dentro de filmes western y de gánsteres, en los cuales gracias a su apariencia y mirada bizca interpretaba a lunáticos malvados. En 1961 Elam encarnó a un alocado personaje en un episodio de The Twilight Zone, "Will the Real Martian Please Stand Up?". 
En 1963 tuvo la rara oportunidad de interpretar a uno de los buenos cuando se le ofreció el papel del ayudante de marshal J.D. Smith en la serie televisiva The Dakotas, un show western del cual se emitieron 19 episodios. Además, fue un excéntrico secuaz de John Wayne en la película de Howard Hawks Río Lobo (1970), y Elam rodó su primer papel de comedia en Support Your Local Sheriff!, disminuyendo a partir de ese momento sus papeles de malvado e incrementándose los papeles cómicos.
Elam trabajó en dos westerns rodados en tierras españolas: Hasta que llegó su hora (C'era una volta il West) -de Sergio Leone, en la que aparecía en la primera secuencia, junto a Woody Strode y Al Mulock, enfrentado a Charles Bronson- y  Sonora -de Alfonso Balcázar, junto a Gilbert Roland y Rosalba Neri-. 
En 1985 Elam encarnó a Charlie en The Aurora Encounter. Durante el rodaje de esta película entabló una duradera amistad con un chico de once años de edad llamado Mickey Hays, y que sufría progeria. En el documental I Am Not A Freak puede verse cuán cercanos estaban el uno del otro.
En 1994 se incluyó a Elam en el Hall of Great Western Performers del National Cowboy and Western Heritage Museum.

## Vida personal
Elam se casó dos veces, y tuvo dos hijas, Jeri Elam y Jacqueline Elam, y un hijo, Scott Elam. Jack Elam falleció en 2003 en Ashland (Oregón), a causa de una insuficiencia cardiaca. Sus restos fueron incinerados.

## Selección de su filmografía

### Cine
- She Shoulda Said 'No'!, también conocida como Wild Weed y The Devil's Weed (1949).
- A Ticket to Tomahawk (1950)
- Guerrilleros en Filipinas (1950)
- High Lonesome (1950)
- Bird of Paradise (1951)
- Rawhide (El correo del infierno) (1951)
- High Noon, con Gary Cooper. Papel del borracho Charlie en la cárcel (sin créditos) (1952).
- The Battle at Apache Pass (Paz rota), con Jeff Chandler. Papel de Mescal Jack (1952).
- Kansas City Confidential (El cuarto hombre) (1952).
- Encubridora (1952)
- Un grito en el pantano (1952).
- Ride Vaquero! (Una vida por otra), con Robert Taylor, Ava Gardner y Howard Keel (1953).
- Count the Hours, también conocida como Every Minute Counts, con Teresa Wright y Macdonald Carey, 1953.
- Ride Clear of Diablo, con Audie Murphy (1954).
- The Far Country (Tierras lejanas), con James Stewart (1954).
- Vera Cruz, con Gary Cooper y Burt Lancaster. Papel de Tex (1954).
- Cattle Queen of Montana (La reina de Montana), con Barbara Stanwyck y Ronald Reagan. Papel de Yost (1954)
- Kiss Me Deadly (El beso mortal), como Charlie Max (1955).
- Man Without a Star (1955)
- Wichita, con Joel McCrea y Vera Miles. Papel de Al Mann (1955).
- El hombre de Laramie, de Anthony Mann, con James Stewart y Arthur Kennedy. Papel de Chris Boldt (1955)
- Kismet (1955)
- Los contrabandistas de Moonfleet, con Stewart Granger (1955).
- Jubal (1956), con Glenn Ford y Ernest Borgnine.
- Duelo de titanes (1957).
- Night Passage (1957)
- Balas de contrabando (The Gun Runners, 1958)
- The Girl in Lovers Lane (1959)
- Pocketful of Miracles (Un gángster para un milagro) (1961).
- Los comancheros (1961)
- El último atardecer (1961)
- Cuatro tíos de Texas (1963)
- The Night of the Grizzly (1966)
- The Rare Breed (Una dama entre vaqueros) (1966)
- The Way West (1967)
- The Last Challenge, de Richard Thorpe (1967)
- Firecreek (Los malvados de Firecreek) (1968)
- Never a Dull Moment (1968)
- C'era una volta il West, de Sergio Leone (1968)
- Support Your Local Sheriff! (También un sheriff necesita ayuda), con James Garner. Papel de ayudante Jake (1969).
- The Over-the-Hill Gang (1969)
- Sonora, de Alfonso Balcázar, con Gilbert Roland (1969)
- Support Your Local Gunfighter (Látigo), con James Garner. Papel de Jug May (1971).
- Dirty Dingus Magee, como John Wesley Hardin (1970).
- Cockeyed Cowboys of Calico County, con Dan Blocker y Nanette Fabray (1970).
- Río Lobo, como Philips, un ranchero (1970).
- Hannie Caulder (1971)
- Pat Garrett y Billy The Kid (1973)
- The Apple Dumpling Gang Rides Again (1975)
- Hawmps! (1976)
- Creature From Black Lake (1976)
- The Winds of Autumn (1976)
- Grayeagle (1977)
- Hot Lead and Cold Feet, como Rattlesnake (1978).
- The Villain (1979)
- Louis L'Amour's The Sacketts (1979)
- The Cannonball Run, como Doctor Nikolas van Helsing (1981).
- Jinxed! (1982)
- Sacred Ground (1983)
- Cannonball Run II (1984)
- The Aurora Encounter, como Charlie (1985).
- Once Upon a Texas Train, con Willie Nelson (1988).
- Where The Hell's That Gold?, con Willie Nelson (1988).
- The Giant of Thunder Mountain  (1991)
- Shadow Force (1993)
- Uninvited (1993)

### Telefilmes
- Bonanza: The Return (1993) (TV)
- Bonanza: Under Attack (1995) (TV)

### Series televisivas
- Stories of the Century, como Tom Ketchum (1954)
- El Zorro (de Walt Disney 1957 a 1959) como Gomez
- Frontier, como Padre Matias en "Ferdinand Meyer's Army" y como Ness Fowler en "Cattle Drive to Casper" (1955)
- Sugarfoot (1957–1961)
- The Restless Gun (2 episodios, 1957–1958)
- The Rifleman — 5 actuaciones, una como Sim Groner
- Tombstone Territory (1959), como Wally Jobe en el episodio "Day of the Reckoning"
- Mackenzie's Raiders (1959), como el soldado Colin Grimes en el episodio "Desertion"
- Bonanza, episodios "The Spitfire" (1961) y "Honest John" (1970).[6]
- Target: The Corruptors! (1962), artista invitado
- The Dakotas (1963), papel recurrente
- Temple Houston (1963–1964)
- The Legend of Jesse James (1965–1966), artista invitado
- Gunsmoke, como el pistolero Jim Barrett (1966), artista invitado
- Gunsmoke, como el marshal Lucas Murdoch(1971)
- The Brian Keith Show (1974), artista invitado
- The Texas Wheelers (1974–1975), sitcom, junto a Gary Busey
- Struck by Lightning (1979).[7][8] Elam interpretó al Monstruo de Frankenstein. En una entrevista, Elam recordaba que cuando se preparaba para el papel, le dijeron que no necesitaría maquillaje, pues su aspecto era perfecto para el personaje. Esto le convenció para aceptar el papel. El programa fue cancelado a las tres semanas, a causa de su poca audiencia o del uso de un humor negro inapropiado para el público estadounidense de la época.
- Easy Street (1986)
- Home Improvement (1992), artista invitado
- Cheyenne (19??), como Toothy Thompson ? episodios